# Temporada 1959-60 de los Cincinnati Royals
La temporada 1959-60 fue la duodécima de los Royals en la NBA. La temporada regular acabó con 19 victorias y 56 derrotas, ocupando el cuarto puesto de la División Oeste, no logrando clasificarse para los playoffs.

## Elecciones en elDraft
| Ronda | Puesto | Jugador    | Posición | Nacionalidad   | Universidad  |
| ----- | ------ | ---------- | -------- | -------------- | ------------ |
| 1     | 1      | Bob Boozer | Alero    | Estados Unidos | Kansas State |

## Temporada regular
| División Oeste       | División Oeste | División Oeste | División Oeste | División Oeste | División Oeste | División Oeste | División Oeste | División Oeste |
| Equipo               | G              | P              | %              | PD             | Casa           | Fuera          | Neutral        | Div            |
| -------------------- | -------------- | -------------- | -------------- | -------------- | -------------- | -------------- | -------------- | -------------- |
| x-St. Louis Hawks    | 46             | 29             | .613           | –              | 28–5           | 12–20          | 6–4            | 27–12          |
| x-Detroit Pistons    | 30             | 45             | .400           | 16             | 17–14          | 6–21           | 7–10           | 20–19          |
| x-Minneapolis Lakers | 25             | 50             | .333           | 21             | 9–15           | 9–21           | 7–14           | 17–22          |
| Cincinnati Royals    | 19             | 56             | .253           | 27             | 9–22           | 2–20           | 8–14           | 14–25          |

## Estadísticas
| Rk | Jugador         | Edad | P  | PT | MP   | TC   | TCI  | %TC  | 3P | 3PI | %3P | TL  | TLI  | %TL  | RO | RD | RT  | AS  | RB | TAP | BP | FP  | PTS  |
| 1  | Jack Twyman     | 25   | 75 |    | 40.3 | 11.6 | 27.5 | .422 |    |     |     | 8.0 | 10.2 | .785 |    |    | 8.9 | 3.5 |    |     |    | 3.7 | 31.2 |
| 2  | Phil Jordon     | 26   | 75 |    | 27.5 | 5.1  | 12.9 | .393 |    |     |     | 3.2 | 4.5  | .716 |    |    | 8.3 | 2.8 |    |     |    | 3.0 | 13.4 |
| 3  | Wayne Embry     | 22   | 73 |    | 21.8 | 4.2  | 9.5  | .439 |    |     |     | 2.3 | 4.5  | .514 |    |    | 9.5 | 1.1 |    |     |    | 3.1 | 10.6 |
| 4  | Bucky Bockhorn  | 26   | 75 |    | 28.0 | 4.3  | 10.8 | .398 |    |     |     | 1.9 | 2.6  | .747 |    |    | 5.1 | 3.4 |    |     |    | 3.3 | 10.5 |
| 5  | Win Wilfong     | 26   | 72 |    | 27.7 | 3.9  | 10.6 | .370 |    |     |     | 2.2 | 2.9  | .778 |    |    | 4.9 | 3.7 |    |     |    | 3.2 | 10.1 |
| 6  | Dave Piontek    | 25   | 52 |    | 21.4 | 4.2  | 10.2 | .409 |    |     |     | 1.6 | 2.3  | .689 |    |    | 6.6 | 1.6 |    |     |    | 2.8 | 10.0 |
| 7  | Hub Reed        | 23   | 69 |    | 26.1 | 3.9  | 8.7  | .450 |    |     |     | 1.9 | 2.7  | .728 |    |    | 8.9 | 1.0 |    |     |    | 3.3 | 9.7  |
| 8  | Jim Palmer      | 26   | 20 |    | 20.0 | 3.6  | 7.8  | .458 |    |     |     | 2.0 | 2.8  | .709 |    |    | 5.6 | 0.9 |    |     |    | 3.3 | 9.1  |
| 9  | Med Park        | 26   | 74 |    | 25.0 | 3.1  | 7.9  | .388 |    |     |     | 2.6 | 3.5  | .727 |    |    | 4.1 | 2.9 |    |     |    | 2.4 | 8.7  |
| 10 | Phil Rollins    | 26   | 72 |    | 17.2 | 2.2  | 5.4  | .409 |    |     |     | 1.1 | 1.8  | .606 |    |    | 2.5 | 3.2 |    |     |    | 2.1 | 5.5  |
| 11 | Larry Staverman | 23   | 49 |    | 9.8  | 1.4  | 3.0  | .470 |    |     |     | 1.0 | 1.3  | .734 |    |    | 3.7 | 0.7 |    |     |    | 2.0 | 3.8  |
| 12 | Wayne Stevens   | 23   | 8  |    | 6.1  | 0.4  | 2.4  | .158 |    |     |     | 0.9 | 1.3  | .700 |    |    | 2.0 | 0.5 |    |     |    | 0.5 | 1.6  |
| 13 | Dave Gambee     | 22   | 19 |    |      |      |      |      |    |     |     |     |      |      |    |    |     |     |    |     |    |     |      |